# One Night Stand (2007)
One Night Stand (2007) foi um evento de luta livre profissional em formato pay-per-view produzido pela World Wrestling Entertainment (WWE) e patrocinado pela Gillette. Ocorreu em 3 de junho de 2007, no Jacksonville Veterans Memorial Arena em Jacksonville, Flórida, e apresentou talentos dos programas Raw, SmackDown! e ECW. Este foi o terceiro evento da cronologia do One Night Stand e o sexto pay-per-view de 2007 no calendário da WWE.

## Antes do evento
One Night Stand teve combates de luta livre profissional de diferentes lutadores com rivalidades e histórias pré-determinadas que se desenvolveram no Raw, SmackDown! e ECW — programas de televisão da World Wrestling Entertainment (WWE). Os lutadores interpretaram um vilão ou um mocinho seguindo uma série de eventos para gerar tensão, culminando em várias lutas.

## Resultados
| Nº                                          | Resultados | Estipulações | Tempo |
| ------------------------------------------- | --- | --- | ----- |
| Dark                                        | Santino Marella derrotou Chris Masters                                                                                       | Luta individual | 4:13  |
| 1                                           | Rob Van Dam derrotou Randy Orton                                                                                             | Luta de macas | 14:31 |
| 2                                           | CM Punk e ECW Originals (Tommy Dreamer e The Sandman) derrotaram The New Breed (Elijah Burke, Matt Striker e Marcus Cor Von) | Luta de trios de mesas | 7:18  |
| 3                                           | The Hardys (Matt e Jeff) (c) derrotaram The World's Greatest Tag Team (Shelton Benjamin e Charlie Haas)                      | Luta de duplas de escadas pelo World Tag Team Championship | 17:17 |
| 4                                           | Mark Henry derrotou Kane por nocaute                                                                                         | Luta Lumberjack Os Lumberjacks foram: Chris Benoit, Val Venis, Santino Marella, Balls Mahoney, Stevie Richards, The Miz, Kevin Thorn, Chris Masters, Johnny Nitro, Chavo Guerrero, Kenny Dykstra e Carlito. | 9:07  |
| 5                                           | Bobby Lashley derrotou Vince McMahon (c) (com Shane McMahon e Umaga)                                                         | Street Fight pelo ECW World Championship | 12:23 |
| 6                                           | Candice Michelle derrotou Melina por submissão                                                                               | Luta em pudim | 2:55  |
| 7                                           | Edge (c) derrotou Batista | Luta em uma jaula de aço pelo World Heavyweight Championship | 15:39 |
| 8                                           | John Cena (c) derrotou The Great Khali                                                                                       | Luta Falls Count Anywhere pelo WWE Championship | 10:31 |
| (c) – Refere-se aos campeões antes da luta. | | |       |